# Broederschappen in Sevilla
Er zijn verschillende soorten broederschappen in Sevilla. Deze zijn vertegenwoordigd in het Consejo General de Hermandades Y Confradias de Sevilla. Deze raad (consejo) wordt voorgezeten door Manuel Román Silva

## Soorten broederschappen
De broederschappen worden onderverdeeld in drie soorten. In het totaal zo'n honderd broederschappen. Alle broederschappen houden verscheiden processies gedurende het liturgisch jaar. 
De soorten zijn:
- Hermandades Sacramentales
- Hermandades de Penetencia; zie Semana Santa in Sevilla
- Hermandades de Gloria